# Аникиев, Иоанн
Иоанн Аникиев (Оникеев) Мышкин (то есть Иван Аникеевич Мышкин) — русский боярин, лидер сторонников Вятской вечевой республики.

## Биография
Был хлыновским боярином, отстаивал независимость Вятской вечевой республики от Московского княжества.
В 1485 году, воспользовавшись нежеланием хлыновцев участвовать в походе Ивана III против Казани и сумев отстоять город против великокняжеских войск, изгнал земского воеводу Юрьева и возглавил республику сам. Под его руководством было совершено несколько набегов на земли Московского государства.
В 1489 году Иван III отрядил войско из 64 тысяч человек и во главе с воеводой Даниилом Щенёй отправил в поход на Вятскую землю, в результате которого Хлынов пал. Аникиев и его сподвижники Лазарев и Богодайщиков были закованы в цепи и казнены в Москве.

## Память
- Иван Аникиев выведен в повести Д. Мордовцева «Москва слезам не верит».